# Ellipteroides (Protogonomyia) acustylatus
Ellipteroides (Protogonomyia) acustylatus is een tweevleugelige uit de familie steltmuggen (Limoniidae). De soort komt voor in het Oriëntaals gebied.